# Classe Atlanta
A Classe Atlanta foi uma classe de cruzadores rápidos operada pela Marinha dos Estados Unidos composta por oito embarcações. Suas construções começaram entre 1940 e 1942, foram lançados ao mar entre 1941 e 1944 e comissionados entre 1941 e 1945. O projeto da classe surgiu das limitações de tamanho impostas pelo Segundo Tratado Naval de Londres e tinha a intenção de operar junto com contratorpedeiros em deveres antiaéreos e de proteção contra ataques de contratorpedeiros inimigos, levando ao desenvolvimento de um cruzador pequeno com um arranjo bastante incomum de sua bateria principal, possuindo três torres de artilharia sobrepostas à vante e à ré.
Os cruzadores da Classe Atlanta eram armados com uma bateria principal composta por doze ou dezesseis canhões de 127 milímetros montados em seis ou oito torres de artilharia duplas. Tinham um comprimento de fora a fora de 165 metros, boca de dezesseis metros, calado de seis metros e um deslocamento de mais de oito mil toneladas. Seus sistemas de propulsão eram compostos por quatro caldeiras a óleo combustível que alimentavam alimentavam duas turbinas a vapor, que por sua vez giravam duas hélices até uma velocidade máxima de 32 nós (59 quilômetros por hora). Os navios também tinham um cinturão principal de blindagem de 28 a 95 milímetros de espessura.
Os navios entraram em serviço durante a Segunda Guerra Mundial, sendo todos colocados para atuar na Guerra do Pacífico. As primeira embarcações serviram em diversas operações na Campanha de Guadalcanal no final de 1942, durante a qual o USS Atlanta e USS Juneau foram afundados. Depois disso os navios foram usados principalmente na escolta de porta-aviões durante as Campanha das Ilhas Gilbert e Marshall, Ilhas Mariana e Palau, Filipinas e Ilhas Vulcano e Ryūkyū. Ao final da guerra todos os cruzadores sobreviventes foram descomissionados de 1946 a 1949, sendo inicialmente mantidos inativos na reserva e depois gradualmente desmontados entre 1960 e 1971.